# Drosophila willistoni
Drosophila willistoni är en tvåvingeart som beskrevs av Alfred Sturtevant 1916. Drosophila willistoni ingår i släktet Drosophila och familjen daggflugor. Tre underarter finns beskrivna, D. willistoni willistoni,  D. willistoni quechua och D. willistoni winge. D. willistoni willistoni och D. willistoni quechua är morfologiskt oskiljbara, men vid korsningar mellan honor från quechua och hannar från willistoni är hannarna bland avkomman helt eller nästan helt sterila.